# Lucas Venuto
Lucas Henrique Ferreira Venuto (Governador Valadares, 14 gennaio 1995) è un calciatore brasiliano, attaccante del Taubaté.

## Carriera

### Austria Vienna
L'8 gennaio 2016 viene acquistato per 500.000 euro dall'Austria Vienna, con cui firma un contratto triennale.